# Premios NAACP Image
El NAACP Image Award es un galardón otorgado por la Asociación Nacional Americana para el Avance de la Gente de Color para honrar a las personas excepcionales afroamericanas en el cine, la televisión, la música y literatura. Es similar a otros premios, como los Óscar y los Grammy. Sus 35 categorías son votados por los miembros de la organización adjudicados (es decir, miembros de la NAACP). La entrega de premios fue presentada por primera vez en 1967 y fue televisado a nivel nacional en 1994 en la cadena Fox. La primera transmisión en vivo del evento, también en la cadena Fox, se produjo en 2007 por su 38 ª edición (hasta 2007, la ceremonia había sido transmitido con delay de cinta) y las ceremonias anuales suelen tener lugar en o alrededor de Los Ángeles, Estados Unidos. La 44 ª edición se emitió en NBC. Son considerados los "Óscars Negros".

## Controversias
Los Premios Imagen NAACP han sido objeto de controversia debido a las reclamaciones previas que ciertos candidatos estaban indignos de atención NAACP. En respuesta, las partes han afirmado que la calidad del trabajo de un artista es el tema sobresaliente y sin importancia temas secundarios . Por ejemplo, en 1994, Tupac Shakur fue nominado como Mejor Actor en una Película para la película Poetic Justice y tenía cargos de asalto sexual en diciembre de 1993. En 2004, Factorywas chocolate de R. Kelly estuvo nominada a Mejor Álbum, mientras que estaba bajo acusación por cargos relacionados con la pornografía infantil. Otros nominados han enfrentado controversia debido a sus retratos de figuras importantes de derechos civiles.